# ویتالی تلش
ویتالی تلش (استونیایی: Vitali Teleš؛ زادهٔ ۱۷ اکتبر ۱۹۸۳) بازیکن فوتبال اهل استونی است.
از باشگاه‌هایی که در آن بازی کرده‌است می‌توان به باشگاه فوتبال نومه کالیو و باشگاه فوتبال تی‌وی‌ام‌کی اشاره کرد.